# Josip Gumzej
Josip Rikard Gumzej (Zagreb, 19. travnja 1940. – Zagreb, 26. srpnja 2014.) bio je hrvatski modni kreator. Po zanimanju je pravnik. Široj javnosti poznat je pod imenom Rikard Gumzej.
Koncem 60-ih godina 20. stoljeća otvorio je prvi butik u Zagrebu koji je bio prvi takav u Hrvatskoj. Isticao se stavom kojim se suprotstavljao podilaženju zapadnjačkim modnim idejama. Aplicirao i uklapao izvorne narodne vezove u luksuzne modele., posebice na opremi natjecateljica na svjetskim natjecanjima kao što su Miss svijeta i Kraljica svijeta.Običavao je "nalijepiti" zlatovez na kreacije. Točnije, među prvima je počeo koristiti tradicijske motive panonskog područja, služeći se aplikacijama posavskih ruža i zlatoveza na odjeću koja je 1970-ih bila moderna. Tu je modu popularizirao u Hrvatskoj i inozemstvu.
Bio je stalni suradnik srbijanskog časopisa za žene Praktična žena. Kreirao je odijela za poznate osobe kao što su Rade Šerbedžija, Doris Dragović, Neda Ukraden, Richard Chamberlain, Željka Fattorini, Milena Dravić, Tanja Bošković, Tereza Kesovija, Lepa Brena, Suzana Mančić, Sintija Ašperger, Sanda Dubravčić, Maja Kučić, Bernarda Marovt, grupa Aske i druge. Dizajnirao je uniformu Franje Tuđmana za legendarnu vojnu paradu na Jarunu koja se je održala uoči oslobodilačkih akcija 1995. godine.
Tvorac je dizajna zlatnika s likom Franje Tuđmana. 
Autor je izbornih slogana HDZ-a  "Zna se", "Tuđman a ne Balkan", "Odlučimo sami o sudbini svoje Hrvatske", "Imamo Hrvatsku".
Do 1997. bio je direktor HRT-a, a na toj dužnosti naslijedio ga je Mirko Galić. Bio je savjetnik za medije Ive Sanadera.
Vlasnik je licencije za natjecanje za izbor ljepote Kraljica svijeta za Hrvatsku, Sloveniju i BiH.

## Nagrade i priznanja
Odlikovan je:
- Redom Danice hrvatske s likom Antuna Radića (1995.).[6]
- Spomenica domovinske zahvalnosti (1996.)[7]
- Redom Danice hrvatske s likom Marka Marulića (1996.)[8]
- Redom hrvatskog trolista  (1996.)[9]